# Amathus
Amathus lub Amathos (gr. Αμαθούς) – jedno z najstarszych starożytnych miast królewskich Cypru, założone ok. 1100 p.n.e.. 
Jego ruiny znajdują się na południowym wybrzeżu wyspy, naprzeciw Ajos Tichonas, w dystrykcie Limassol, 10 km na wschód od Limassolu. W mieście czczono Afrodytę. Było to najważniejsze po Pafos jej sanktuarium na Cyprze, który według mitologii był miejscem jej narodzin. Stan ruin Amathus jest gorszy od archeologicznych pozostałości sąsiedniego Kurionu.